# Stactobia dwalin
Stactobia dwalin är en nattsländeart som beskrevs av Schmid 1983. Stactobia dwalin ingår i släktet Stactobia och familjen smånattsländor. Inga underarter finns listade i Catalogue of Life.